# Rafo Pucić
Grof Rafo Pucić de Zagorien (Dubrovnik, 27. travnja 1828. – Beč, 4. studenoga 1890. ), bio je austrijski pravnik i političar hrvatske nacionalnosti iz Dalmacije, u drugoj polovici 19. stoljeća i član Carevinskog vijeća i gradonačelnik Dubrovnika.

## Životopis
Potjecao je iz stare dalmatinske plemićke obitelji Pucić (talijanski Pozza), koja se u Dubrovniku spominje od 13. stoljeća. Po zanimanju je bio pravnik. Bio je politički aktivan kao član Narodne stranke koja se poistovjećivala s hrvatskim nacionalnim pokretom. Pet mandata (1869., 1872., 1875., 1882. i 1884.) obnašao je dužnost načelnika Dubrovnika, a u dva mandata (1870., 1876.) bio je i član Dalmatinskog sabora.
Bio je član Carevinskog vijeća (Nacionalnog parlamenta predlitvanske regije), gdje je sjedio na izborima 1879. za kuriju seoskih zajednica u Dalmaciji, dubrovačkom okrugu, Korčuli itd. Prisegao je 14. listopada 1879. Branio je svoj mandat na izborima 1885. godine i bio je član parlamenta do svoje smrti 1890. U izbornom razdoblju 1879. – 1885. spominje se kao grof dr. Raphael Pozza, odvjetnik i zemljoposjednik u Dubrovniku .
U Carevinskom vijeću naveden je kao hrvatski nacionalni član i član kluba Hohenwart, skupine konzervativnih i federalističkih političkih snaga.
Umro je u studenom 1890. u svom stanu u Beču. Posljednji ispraćaj bio je u Beču, a tijelo je potom prevezeno u Dubrovnik.
| Političke dužnosti       | Političke dužnosti                     | Političke dužnosti         |
| ------------------------ | -------------------------------------- | -------------------------- |
| prethodnik Vice Vuletić  | Gradonačelnik Dubrovnika 1869. – 1878. | nasljednik Pero Čingrija   |
| prethodnik Pero Čingrija | Gradonačelnik Dubrovnika 1882. – 1886. | nasljednik Vlaho de Giulli |